# Studentsången (sångsamling)
Studentsången är en tryckt samling sånger för manskör redigerad av Ivar Hedenblad.
Samlingen utgavs i tre delar under åren 1883–1901 och en fjärde del utkom år 1914, efter Hedenblads död. Sammanlagt innehåller den 250 sånger, där de första 100 utgjorde Allmänna Sångens stamrepertoar. Sångerna kan sägas utgöra en sammanfattning av 1800-talets repertoar för akademisk manskör.
De oftast förekommande tonsättarna bland stamsångerna nummer 1–100 i samlingen är Carl Michael Bellman, J.C.F. Haeffner, Otto Lindblad och Gunnar Wennerberg.